# Bill Clement (rugby à XV)
Pour les articles homonymes, voir Bill Clement.
Pas d'image ? Cliquez ici

a Compétitions nationales et continentales officielles uniquement.

b Matchs officiels uniquement.
William Harries Clement dit Bill Clement, né le 9 avril 1915 à Llanelli et mort le 11 février 2007, est un joueur de rugby à XV gallois qui a joué avec l'équipe nationale évoluant au poste d'ailier.

## Biographie
Bill Clement joue en club brièvement pour le Felinfoel RFC avant de rejoindre le Llanelli RFC dont il est le capitaine lors de la saison 1938-1939. Il compte six sélections en équipe du pays de Galles de 1937 à 1938. Il effectue également la tournée des Lions britanniques de 1938 en Afrique du Sud jouant six rencontres mais aucun test match et marquant quatre essais.
La Seconde Guerre mondiale met fin à sa carrière sportive. Bill Clement s'engage dans le régiment gallois du 4e bataillon et s'illustre au combat. Il reçoit la médaille militaire britannique en 1944. Il devient secrétaire de la Fédération galloise de 1956 à 1981 et reçoit le titre d'Officier de l'ordre de l'Empire britannique.